# 烈火雄風
《烈火雄風》，（英語：Flame），香港亞洲電視1992年製作的電視劇，由吕颂贤、林祖辉、刘锦玲、翁虹、尹天照領銜主演，並由苑琼丹、杨玉梅、潘志文、刘錫賢、劉丹、欧阳佩珊聯合主演，孙兴客串出演，監製為陈宇超，全劇共25集，于1992年首播。
本劇是孙兴在亞視的告別作。
本劇是香港第一部以消防为題材的劇集。
本劇曾在衛視中文台播映，亦曾在中國中央電視台懷舊劇場頻道重播。
本劇是亞洲電視少數未曾在港重播的劇集，直至2024年7月25日，才把全套上載至旗下官方YouTube頻道內，並可免費觀賞。

## 故事大綱
戚俊為一英勇消防員，十年前在一場救火行動中不幸喪生。戚俊之子戚耀輝、戚耀勇立志繼承父業，報考消防學校。戚耀輝在校表現優異，並與同期同學江健華競爭最高榮譽「金斧頭獎」。江健華生父為黑幫老大洪永貴，復雜的家庭背景使得江健華個性好強要勝，沖動不群。在講求紀律秩序的消防學校裏，屢與總教官張風起沖突。戚耀輝與江健華從最初的互相敵視，漸成患難與共的好友。畢業後，兩人與同期同學胡志堅及學校總教官張峰 分發至同一單位服務。戚耀勇在校成績不佳，未能畢業，並於一場意外中成殘，導致精神分裂，最後更成縱犯，被判坐牢。戚耀輝原與胡志堅之妹阿娟青梅竹馬，論及婚嫁，後因女警官歐芷琴的介入，形成三角戀情。江健華無意中得知生父竟為十年前縱火案的元凶，對戚耀輝內疚不已，於救火行動中置生死於不顧，張風情急之下，方才透露十年前戚俊的真正死因。在戚耀輝與歐芷琴感情漸趨穩定之後，竟又發現歐父才是縱火案的幕後主謀人，使得這段感情再掀波瀾，到底歐芷琴面對親情、愛情、與公義，她該如何抉擇。

## 劇情簡介
俊為一英勇消防員，十年前在一場救火行動中不幸喪生。戚俊之子戚耀輝、戚耀勇立志繼承父業，報考消防學校。戚耀輝在校表現優異，並與同期同學江健華競爭最高榮譽「金斧頭獎」。江健華生父為黑幫老大洪永貴，復雜的家庭背景使得江健華個性好強要勝，沖動不群。在講求紀律秩序的消防學校裏，屢與總教官張風起沖突。戚耀輝與江健華從最初的互相敵視，漸成患難與共的好友。畢業後，兩人與同期同學胡志堅及學校總教官張峰 分發至同一單位服務。戚耀勇在校成績不佳，未能畢業，並於一場意外中成殘，導致精神分裂，最後更成縱犯，被判坐牢。

## 演員表

### 戚家/司徒家
| 演員      | 角色     | 暱稱/關係 |
| 何偉龍    | 成叔     | 英記茶餐廳老闆 戚俊之姐夫 司徒耀忠之義父 戚耀辉、戚耀勇之姑丈 |
| 譚少英    | 成嬸     | 戚俊之姊 司徒耀忠之義母 戚耀辉、戚耀勇之姑母 |
| 孫興      | 戚俊     | 客串 1946年8月出生 消防隊目，金斧頭奖得主，在1981年平安夜縱火案中殉職 司徒耀忠、戚耀辉、戚耀勇之父 |
| 楊嘉諾    | 司徒耀忠 | John 戚俊之長子 自小過繼給姑丈姑母 戚耀辉、戚耀勇之兄 與歐振興勾结 |
| 林祖輝    | 戚耀辉   | 阿輝 1969年出生 消防員，编号13178，兼職搬運、代客拍車 戚俊之二子 司徒耀忠之弟 戚耀勇之兄 江健華、胡志坚之好友 阿娟前男友 区芷睛之男友，於第25集結為夫妻                                                                 |
| -（童年） | 戚耀勇   | 阿勇 因肢體笨拙被戲稱「消防豬」 與戚耀辉一同投考消防員，编号13179，未被錄取，後當打金學徒→亞洲消防工程公司工作 於第5集交通意外致左腳殘廢 後成為縱犯，於第10集被判入獄1年 戚俊之次 司徒耀忠、戚耀辉之弟 後來失足墮山身亡 |
| 劉錫賢    | 戚耀勇   | 阿勇 因肢體笨拙被戲稱「消防豬」 與戚耀辉一同投考消防員，编号13179，未被錄取，後當打金學徒→亞洲消防工程公司工作 於第5集交通意外致左腳殘廢 後成為縱犯，於第10集被判入獄1年 戚俊之次 司徒耀忠、戚耀辉之弟 後來失足墮山身亡 |

### 洪家/江家
| 演員   | 角色   | 暱稱/關係 |
| 罗烈   | 洪永贵 | 社團大哥 洪志强、江健華之父 |
| 甘山   | 江三根 | 光頭根 江健華之義父，受洪永贵之命照顧江健華母子                                                                                          |
| 鄧碧梅 | 江母   | 阿珠、江師奶（江健華專用） 洪永贵之情婦 江健華之母                                                                                       |
| 曾瑋明 | 洪志强 | 强少 社團骨幹 口頭禅：蛤蚧 洪永贵之子 江健華同父異母之兄 於第13集遭江湖仇殺身亡                                                          |
| 呂頌賢 | 江健華 | 華仔、大舊華、大隻華 口頭禅：有病！吃藥吧！ 消防員，编号13188 洪永贵之子 洪志强同父異母之兄 戚耀辉、胡志坚之好友 曾追求区芷晴 张宁之男友 |

### 張家
| 演員     | 角色   | 暱稱/關係 |
| 潘志文   | 張峰   | 張Sir 因鐵面無私的工作態度被冠以「殺人峰」之名 曾任消防教官及總隊目 居住沙田 張寧之父 戚俊同撩 提拔江健華、戚耀辉、胡志坚等新紮消防員 於第21集救火時殉職 |
| 欧阳佩珊 | 霍美莉 | May姐 小胡桃酒吧老板娘 張峰分居多年之妻，後重遇，本想與其復合，未幾峰卻殉職                                                                              |
| 劉錦玲   | 张宁   | 阿寧、𡃁妹 1973年出生 油脂妹 張峰之女 與江健華因霧水情緣發展成情侶                                                                                       |

### 区家
| 演員 | 角色   | 暱稱/關係                                                                   |
| 劉丹 | 区振興 | 商人 居住跑馬地 1981年平安夜縱火案主謀 区芷晴之父 曾追求美莉                |
| 翁虹 | 区芷晴 | Madam区 沙田警署女督察 居住跑馬地 区振興之女 戚耀輝之女友，於第25集結為夫妻 |

### 胡家
| 演員   | 角色   | 暱稱/關係                                                                          |
| 佘文炳 | 齊叔   | 胡志堅、阿娟之父                                                                   |
| 黃莎莉 | 林玉琴 | 胡志堅、阿娟之母                                                                   |
| 尹天照 | 胡志堅 | 阿堅、狐狸頭 消防員，编号13197，兼職直銷經紀 阿娟之兄 江健華、戚耀輝、戚耀勇之好友 |
| 楊玉梅 | 胡麗娟 | 胡志堅之妹 戚耀輝前女友，後分手                                                    |

### 消防訓練學校
| 演員   | 角色   | 暱稱/關係                                                            |
| 凌文海 | 梁海峰 | 梁Sir 消防區長，消防訓練學校副校長                                   |
| 關偉倫 | 伍錦榮 | 助理消防區長，消防訓練學校班主任                                     |
| 潘志文 | 張峰   | 總隊目，助教 於第4集與學員一起被派往沙田東消防局 參見#張家           |
| 鄒煒倫 | 陳國祥 | 阿祥 消防學員，编号13069 於第4集畢業，被派往沙田東消防局             |
| 林祖輝 | 戚耀辉 | 消防學員，编号13178 於第4集畢業，被派往沙田東消防局 參見#戚家/司徒家 |
| 劉錫賢 | 戚耀勇 | 消防學員，编号13179 未能畢業 參見#戚家/司徒家                        |
| 呂頌賢 | 江健華 | 消防學員，编号13188 於第4集畢業，被派往沙田東消防局 參見#洪家/江家   |
| 尹天照 | 胡志堅 | 消防學員，编号13197 於第4集畢業，被派往沙田東消防局 參見#胡家        |
| 周兆麟 | 盧永才 | 消防學員 「金斧头」得主 於第4集畢業，被派往其他消防局                |
| 陳嘉偉 | -      | 消防學員 於第4集畢業，被派往其他消防局 曾欺凌戚耀勇，後和好          |
| 戴耀明 | -      | 消防學員 於第2集退學                                                 |

### 沙田東消防局
| 演員   | 角色   | 暱稱/關係                          |
| 凌文海 | 梁海峰 | 梁sir 高級消防區長                 |
| 煒烈   | 葉志偉 | 葉sir 高級消防隊長                 |
| 潘志文 | 張峰   | 消防總隊目 參見#張家               |
| 馮 國  | 周國森 | 森哥 消防隊目                      |
| 呂頌賢 | 江健華 | 消防員，编号13188 參見#洪家/江家   |
| 林祖輝 | 戚耀辉 | 消防員，编号13178 參見#戚家/司徒家 |
| 尹天照 | 胡志堅 | 消防員，编号13197 參見#胡家        |
| 歐錦棠 | 阿康   | 消防員 居住沙頭角                  |
| 嚴秋華 | 阿良   | 消防員 居住屯門                    |
| 鄒煒倫 | 陳國祥 | 阿祥 消防員，编号13069             |
| 佘文炳 | 齊叔   | 飯堂老板 參見#胡家                 |

### 其他演員
- 苑琼丹 饰 阿霞（1964年3月18日出生；曾結婚4次；胡志堅之歡喜冤家，後成為其女友，於第25集結婚）
- 程文意 饰 Cat（自殺少女；被江健華所救從而產生好感）
- 馮真 饰 李太
- 駱達華 饰 Henry（油脂飛；張寧友人）
- 宗揚 饰 周大發（Dick；油脂飛；張寧前男友；江健華情敵；多宗纵火案嫌疑人，后证实无辜）
- 韋家雄 饰 油脂飛（張寧友人）
- 江虹 饰
- 鄧德光 饰
- 鄭恕峰 饰 阿龍（洪志強手下）
- 仲煒 饰 消防員
- 馬蹄露 饰 圓圓（油脂妹；張寧友人）
- 陳植槐 饰 咸魚（沙田警署CID，歐芷睛下屬）
- 曾贊安 饰 安記（沙田警署CID，歐芷晴下屬）
- 邱展鵬 饰 蝦頭（沙田警署CID，歐芷晴下屬）
- 陳劍雲 饰
- 劉準 饰
- 司馬華龍 饰
- 萬斯敏 饰 Betty（歐振興助理）
- 曾守明 飾 曾生（歐振興手下）
- 陳麗雲 饰 蘭姐（歐家管家）
- 梁锦燊 饰
- 李凌江 饰
- 馮麗嫦 饰
- 劉宗基 饰 Frankie（阿娟新男友）
- 華忠男 饰 洪志強手下
- 林文偉 饰 洪志強手下
- 尚斌 饰
- 榮鏢 饰
- 日本仔 饰 交通警/小巴司机
- 王清河 饰 馬生（振興職員）
- 梁碧芝 饰 Meggie
- 凌腓力 饰 阿霞前男友
- 夏玉麟 饰 检控官
- 計祥龍 飾 洪志強手下
- 左健斌 飾
- 陳鳳冰 饰 清潔阿姐
- 賴榮顯 饰 律师

## 外景
- 劇中的「沙田東消防局」，實際為寶林消防局
- 北角消防局
- 八鄉消防訓練學校
- 尖東消防局
- 千色店
- 日日珠寶技術訓練夜校
- 潮州城酒樓
- 林景閣
- 佐敦彌敦道黃氏大廈、永安中心周圍
- 沙田源順圍捷和實業有限公司及捷和中心門口、牛皮沙街、源安街一带
- 太平山顶
- 九龍塘施貝拉餐廳附近
- 北九龍裁判法院
- MUNICH 慕尼黑酒吧（劇中的“小胡桃”酒吧）
- 梳士巴利道尖沙咀海濱公園
- 張榮記粉麪廠大帽山郊野公園

## 音樂
- 理查·馬克斯歌曲《Right Here Waiting For You》
- 柏林歌曲《Take My Breath Away》
- 杜德偉歌曲《飙车》
- Glenn Frey歌曲《The One You Love》
- 傑曼·傑克森歌曲《Lonely Won't Leave Me Alone》
- 張學友歌曲《每天愛你多一些》
- 張學友歌曲《如沒有你》
- 林子祥歌曲《敢爱敢做》
- Steve B.歌曲《Because I Love You》
- 王菲歌曲《尾班車》
- George Benson歌曲《Nothing's Gonna Change My Love For You》
- Dan Seals歌曲《Lullaby》
- 張學友歌曲《再愛上你》
- 葉玉卿歌曲《擋不住的風情》

## 配樂
- Peter Janda、Fritz 《KoeberlArsenal》
- Hans Zimmer《A World Apart: Suite》
- Adriana Bilardo《Strange Idea》
- Adriana Bilardo《Lullaby For Matteo》
- James Newton Howard《Love Theme》
- James Newton Howard《Following Col. Armstrong》
- Brett Morgan、David Arch《Dream Sequence》
- 川井憲次《朝焼け》
- 川井憲次《のあ・哀愁のテーマ》
- 川井憲次《のあのひとり言 II (Mマル21 [ハネない] )》
- 中島優貴《悲しみのワルツ》
- 渡辺俊幸《Kokoro no Sasae》
- 渡辺俊幸《Tanoshii Campus》
- 渡辺俊幸《Tsunoro Fuan》

## 軼事
- 1992年中亞洲電視本港台黃金時段連續播出的三套劇集《本是同根》、《烈火雄風》（本劇）及《李小龍傳》均有呂頌賢和劉錦玲的參演，其中兩部更由呂頌賢擔任男主角，被視之為亞視90年代初的寵兒。
- 林祖輝与翁虹在拍摄本劇期间曾传出绯闻。
- 劇中飾演消防員的潘志文，時至今日，在街上遇到消防車出動，車裡消防員仍然會跟他打招呼。
- 本劇是呂頌賢本人認為他在亞視五年生涯中最喜歡的一部作品，因為劇中角色「江健華」很像年輕時的呂頌賢本人。
- 歐錦棠分別在亞視的《烈火雄風》（本劇）、TVB的《烈火雄心II》、港台的《火速救兵IV》，三個電視台的劇集中均飾演消防員。

## 外部連結
```
*
豆瓣电影
上《
烈火雄風
》的資料 
（简体中文）
```